# Tarczowłosy
Tarczowłosy (Coleochaete) – rodzaj słodkowodnych glonów zaliczany do ramienicowych.
Są organizmami o płaskiej tarczowatej budowie, całą powierzchnią przylegając do podłoża. Z tarczowego ciała wystają długie wyrostki komórkowe. Tarczowłosy wytwarzają lęgnie z płonymi nićmi i plemnie z pojedynczymi plemnikami. Ich zygoty okrywa warstwa dzielących się komórek. Są spokrewnione z prymitywnymi roślinami lądowymi.